# Chimarra upia
Chimarra upia är en nattsländeart som beskrevs av Malicky 1993. Chimarra upia ingår i släktet Chimarra och familjen stengömmenattsländor. Inga underarter finns listade i Catalogue of Life.